# Statens beredning för medicinsk och social utvärdering
Statens beredning för medicinsk och social utvärdering (SBU), är en svensk myndighet som utvärderar sjukvårdens och socialtjänstens metoder. SBU är ett kunskapscentrum för hälso- och sjukvården och socialtjänsten. Myndigheten arbetar med att systematiskt söka, kvalitetsgranska och väga samman forskningsresultat från hela världen. SBU bedriver alltså ingen egen forskning utan samlar, granskar och väger samman andras forskningsresultat. 
En viktig del av myndighetens verksamhet är HTA, Health Technology Assessment. 

## SBU:s uppdrag
SBU har i uppdrag att utvärdera metoder som används i vården och socialtjänsten, både etablerade och nya. Utifrån aktuell och välgjord forskning tar SBU reda på vilken medicinsk effekt olika insatser och metoder har, om det finns några risker med dem, och om åtgärderna ger mesta möjliga nytta för pengarna. SBU:s oberoende utvärderingar ska användas som stöd av alla som på olika nivåer i samhället bestämmer hur hälso- och sjukvården och socialtjänsten utformas, till exempel vilka metoder de använder. SBU kan peka på möjligheter till ytterligare förbättring, så att sjukvården och socialtjänsten kan använda sina resurser på bästa sätt och Sveriges befolkning kan få bättre hälsa och levnadsförhållanden.
Inom hälso- och sjukvården är personalen enligt lag skyldig att arbeta enligt vetenskap och beprövad erfarenhet. Samtidigt publiceras en så stor mängd vetenskapliga artiklar att det blir omöjligt för den enskilde vårdgivaren att hinna följa med i den ständigt växande strömmen av nya forskningsrön. Forskningsresultaten behöver sorteras, granskas kritiskt och sammanställas så att de blir överskådliga. Detta ingår i SBU:s arbete. Myndigheten gör systematiska litteraturöversikter och utvärderingar som innefattar analys av medicinska, ekonomiska, etiska och sociala aspekter.

## SBU:s verksamheter

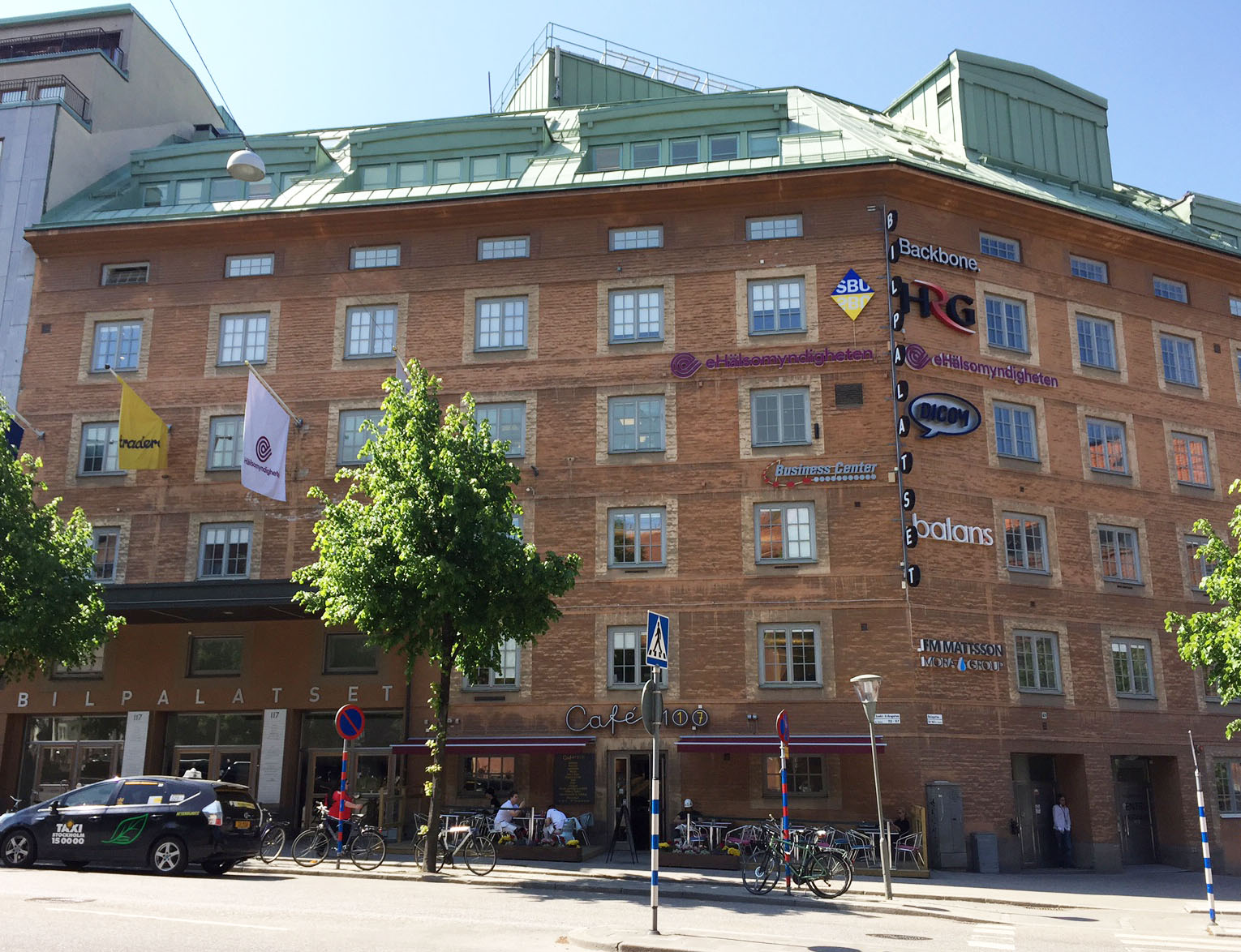
SBU:s kontor på S:t Eriksgatan 117 i Stockholm.

### SBU utvärderar
Utvärderingarna omfattar både etablerade och nya metoder. Rapporterna bygger på systematiska litteraturöversikter som utförs av SBU:s projektgrupper. Grupperna består dels av personal från SBU (projektledare, projektadministratörer, informatiker och hälsoekonom), dels av en extern expertgrupp bestående av akademiker och kliniker. Sammanfattning och slutsatser godkänns av SBU:s nämnd och råd.
Rapporter från SBU är ett beslutsunderlag för vården och beskriver nytta, risker och kostnader för olika behandlingsmetoder, undersökningar eller andra åtgärder. SBU arbetar för att sjukvården medvetet och systematiskt ska grunda sina beslut på bästa tillgängliga vetenskapliga faktaunderlag (evidens), som måste kombineras med klinisk erfarenhet och patienternas egna önskemål.

### SBU Kommenterar
SBU kommenterar är en sammanfattning och kommentar av en aktuell internationell kunskapsöversikt som är relevant för svensk sjukvård. SBU granskar då kvalitén på den aktuella översikten men inte på de studier som den bygger på. Här samarbetar personal från SBU med en ledande utomstående expert inom det aktuella området.

### Vetenskapliga kunskapsluckor
Vetenskapliga kunskapsluckor är en databas där SBU samlar identifierade kunskapsluckor i hälso- och sjukvården och socialtjänsten. Kunskapsluckorna kan gälla vitt skilda åtgärder som läkemedel, kirurgiska metoder, medicinteknik, diagnosmetoder och så vidare. Det kan också gälla metoder som används i socialt arbete. SBU anser att det är en vetenskaplig kunskapslucka om det finns en systematisk översikt som påvisar att den medicinska metodens effekt är osäker eller om det helt saknas en systematisk översikt som har granskat studier av en viss åtgärd eller metod. 

### SBU:s Upplysningstjänst
SBU upplysningstjänst är till för beslutsfattare i vården och socialtjänsten för att snabbt kunna ge ett kunskapsunderlag inför strategiska beslut. Efter det att upplysningstjänsten fått in en fråga görs en avgränsad litteratursökning och granskning av relevant litteratur. Resultaten sammanfattas och redovisas, svaren är dock inte evidensgraderade och inga övergripande slutsatser görs.

### SBU:s personal
På SBU i Stockholm arbetar ett 90-tal personer med att samordna projektgrupperna, sammanställa rapporter och sprida resultaten av utvärderingarna.
SBU:s aktiva nätverk av sakkunniga från klinik och forskning omfattar många hundra personer i olika projekt runt om i Sverige och utomlands. Här finns framstående experter inom bland annat medicin, omvårdnad, socialt arbete, tandvård, hälsoekonomi, etik och epidemiologi. I olika SBU-projekt sållar dessa experter fram de vetenskapliga byggstenar som ska ligga till grund för en säkrare och bättre hälso- och sjukvård och socialtjänst.